# Alchemilla macroclada
Alchemilla macroclada é uma espécie de rosácea do gênero Alchemilla, pertencente à família Rosaceae.